# Horst Tüller
Horst Tüller (n. 5 februarie 1931, Wuppertal, Germania – d. 4 iunie 2001, Berlin, Germania) a fost un ciclist german, medaliat olimpic. A participat la o ediție a Jocurilor Olimpice (1956) în care a câștigat o medalie de bronz.